# 이반 바조프

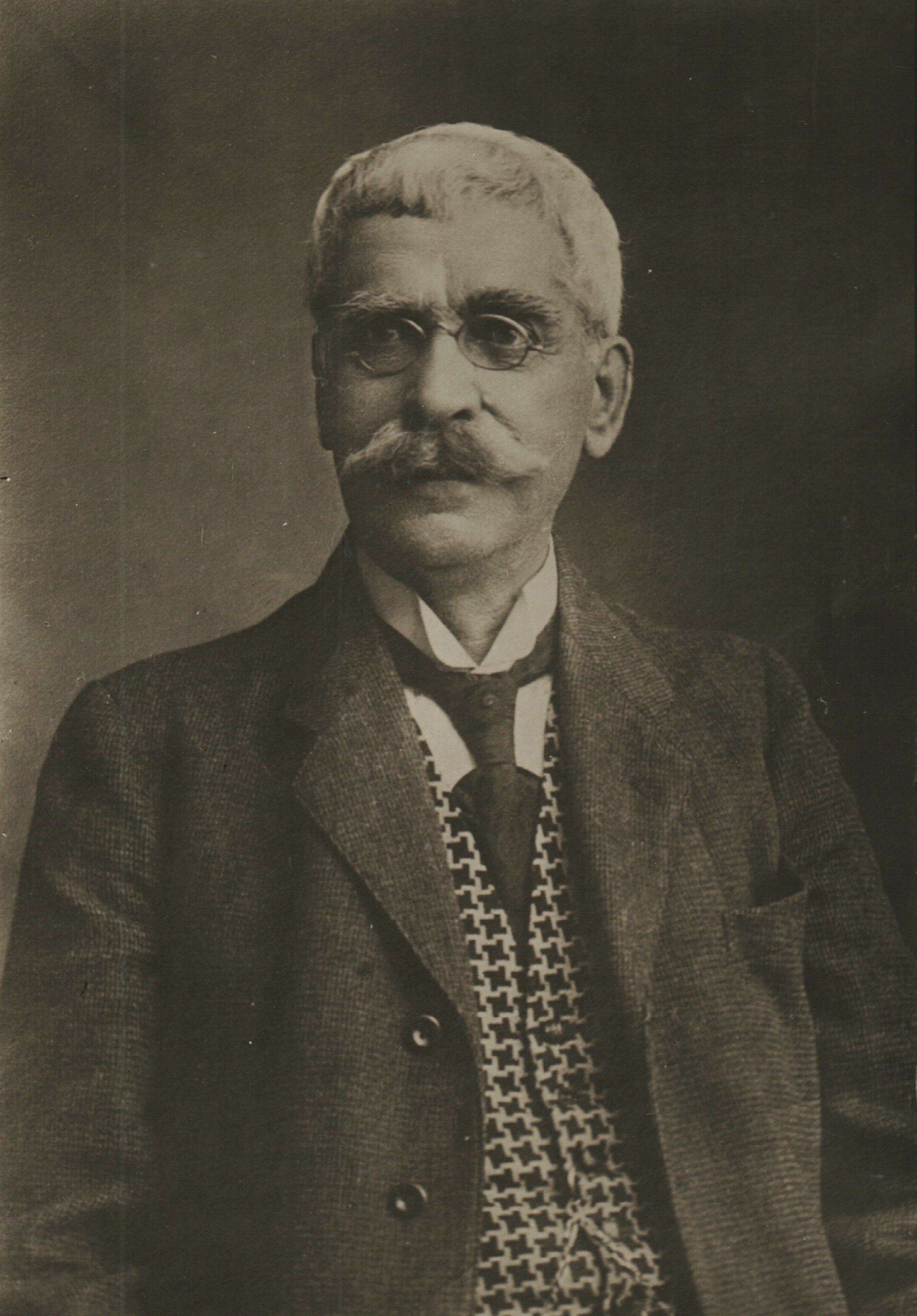
이반 바조프

이반 민초프 바조프(불가리아어: Иван Минчов Вазов, 1850년 6월 27일 ~ 1921년 9월 22일)는 불가리아의 시인, 소설가, 극작가로 "불가리아 문학의 총대주교"라는 별명으로 잘 알려져 있다.

## 같이 보기
- 불가리아 문학
- 펜초 슬라베이코프